# Кастелнуово (Кремона)
Кастелнуово је насеље у Италији у округу Кремона, региону Ломбардија.
Према процени из 2011. у насељу је живело 79 становника. Насеље се налази на надморској висини од 50 м.